# Roger Bresnahan
Roger Philip Bresnahan (Toledo, 11 giugno 1879 – Toledo, 4 dicembre 1944) è stato un giocatore di baseball e allenatore di baseball statunitense.

## Carriera

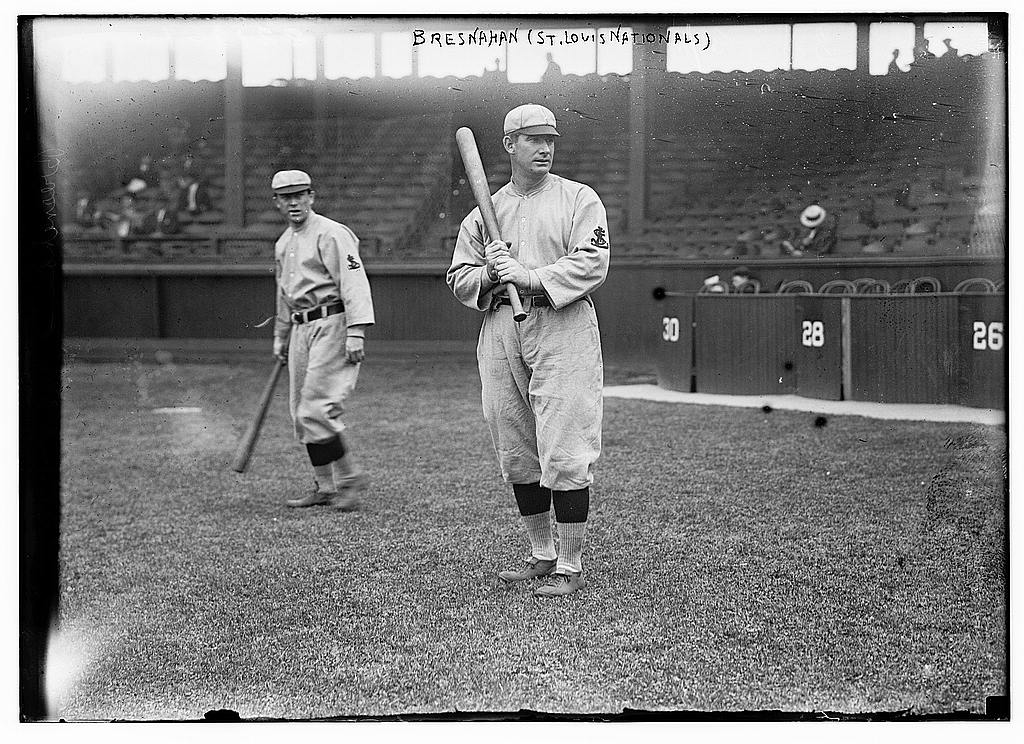
Bresnahan con i Cardinals nel 1911, in secondo piano Miller Huggins

Bresnahan nacque come settimogenito da Michael e Mary, immigrati negli Stati Uniti d'America da Tralee in Irlanda. Per tale motivo venne soprannominato "The Duke of Tralee" (il duca di Tralee). Frequentò la Central High School della sua città natale, Toledo nell'Ohio.
Debuttò nella National League il 27 agosto 1897. Giocò la sua prima stagione nelle leghe maggiori nel ruolo di lanciatore, giocando anche in una partita come esterno. Dopo due stagione nelle leghe minori, nel 1900 tornò nella NL, disputando un'unica partita come ricevitore. Nel 1901 giocò la sua prima stagione completa, come ricevitore. Nel 1902 si alternò nei ruoli di ricevitore, esterno e terza base. Nel 1903 e 1904 venne schierato come esterno centro. Nel 1905 tornò al ruolo di ricevitore, che alternò nuovamente al ruolo di esterno centro nella stagione 1906. Dal 1907 venne schierato quasi esclusivamente come ricevitore.
Sempre nel 1907, Bresnahan rese popolare l'uso di dispositivi di protezione nel baseball introducendo i parastinchi, che potevano essere indossati dai ricevitori. Ha anche sviluppato il primo elmetto da battuta.
Il 12 dicembre 1908, i Giants scambiarono Bresnahan con i St. Louis Cardinals per Red Murray, Bugs Raymond e Admiral Schlei.
Fu giocatore/allenatore nei St. Louis Cardinals dal 1909 al 1912. L'8 giugno 1913, i Cardinals lo scambiarono con i Chicago Cubs in cambio di una somma in denaro. Nella stagione 1915 tornò al ruolo di giocatore/allenatore per i Cubs.
Nel 1916 acquistò la squadra di minor league dei Toledo Mud Hens della American Association. Nella sua squadra continuò a svolgere il doppio ruolo di giocatore e allenatore fino al 1918. Apparve nuovamente come giocatore per i Mud Hens nel 1921. Bresnahan vendette la squadra prima dell'inizio della stagione 1924. Nel 1925 venne assunto dai New York Giants come assistente allenatore, ruolo che mantenne fino al 1928. Nel 1930 venne ingaggiato sempre per lo stesso ruolo dai Detroit Tigers, con cui rimase fino al 1931.

## Palmares
- World Series: 1

New York Giants: 1905